# Egira vanduzeei
Egira vanduzeei är en fjärilsart som beskrevs av Barnes och Benjamin 1926. Egira vanduzeei ingår i släktet Egira och familjen nattflyn. Inga underarter finns listade i Catalogue of Life.